# نورت بند (واشینگتن)
نورت بند (به انگلیسی: North Bend) شهری در شهرستان کینگ ایالت واشنگتن است که در سرشماری سال ۲۰۱۰ میلادی، ۵۷۳۱ نفر جمعیت داشته‌است.

## نگارخانه

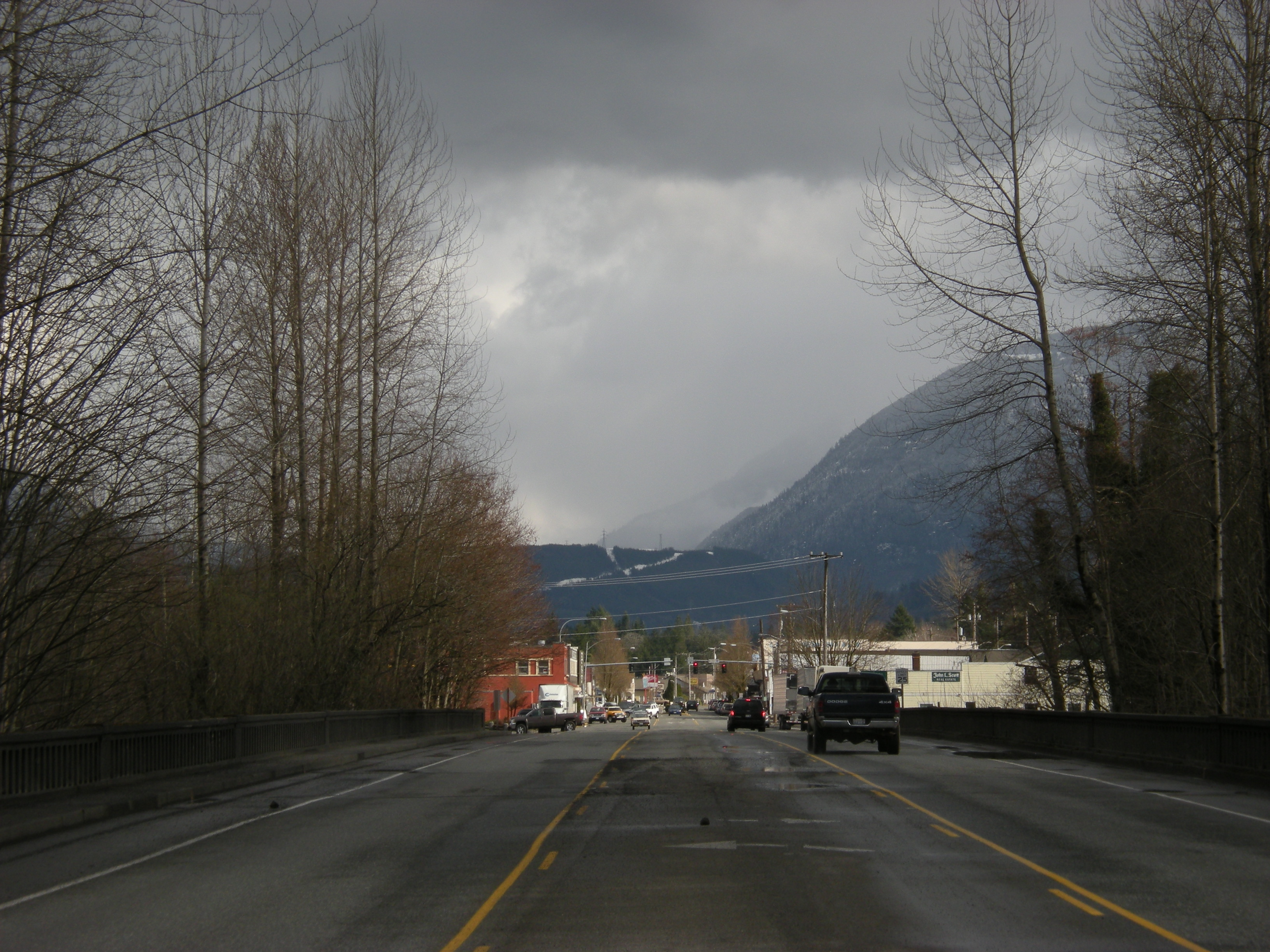
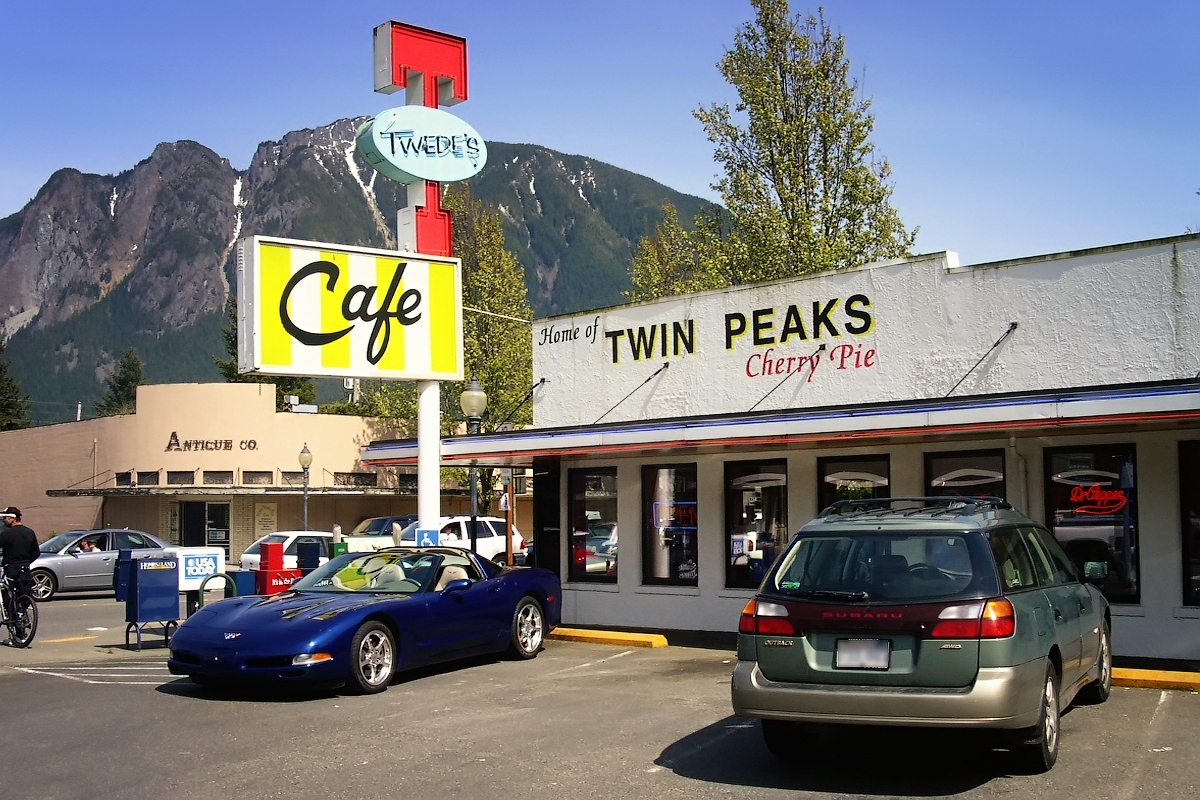
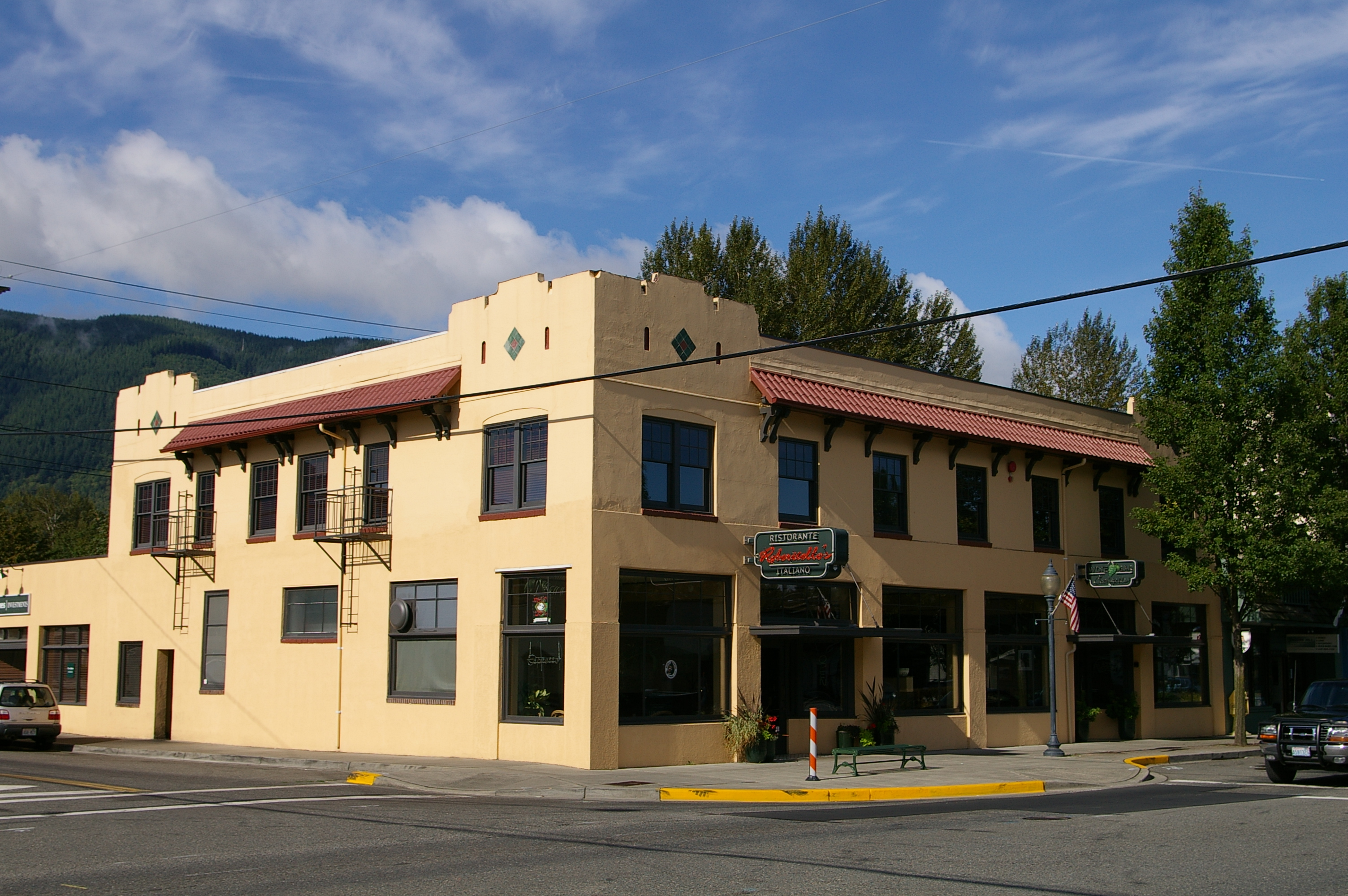
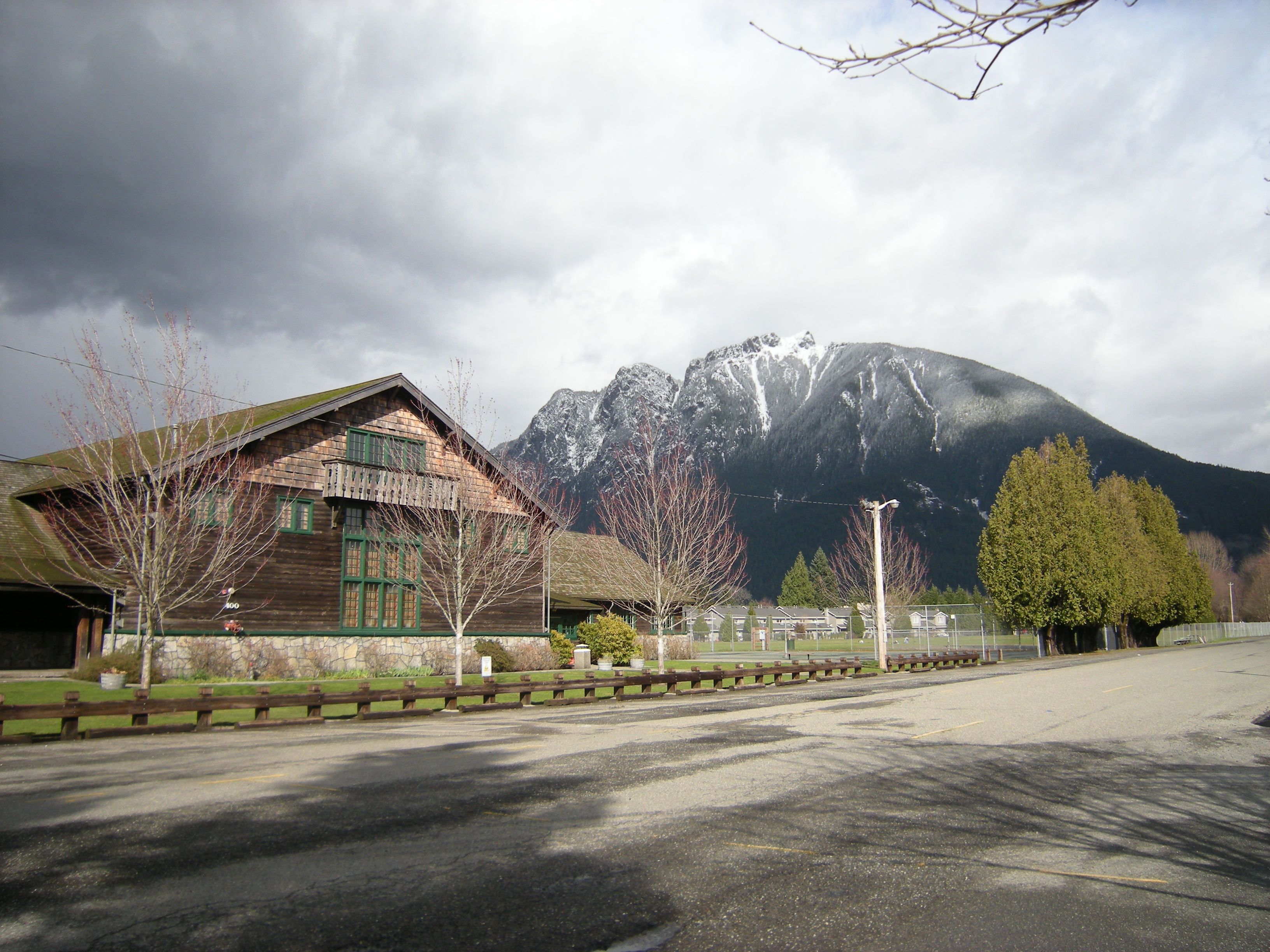
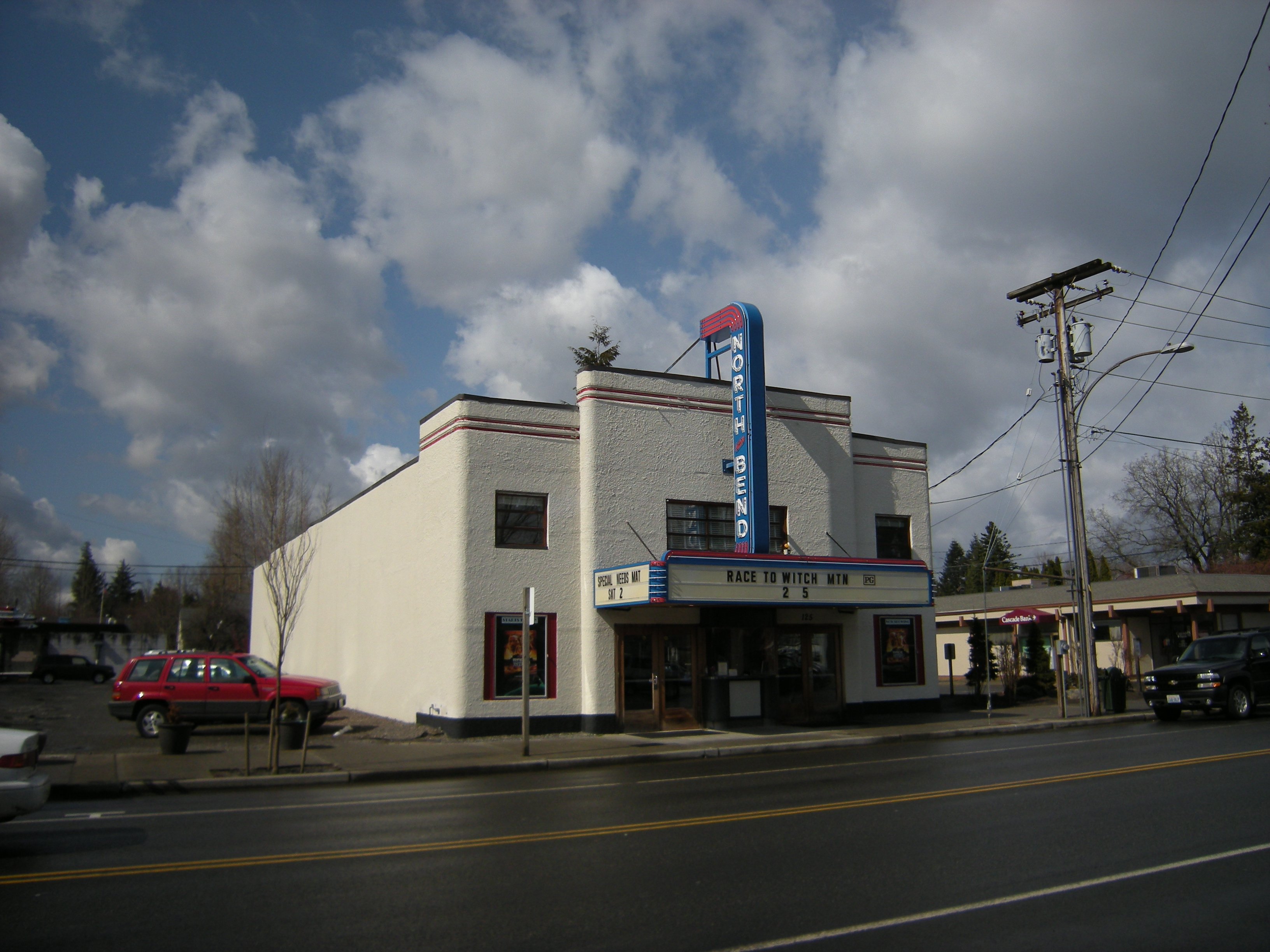
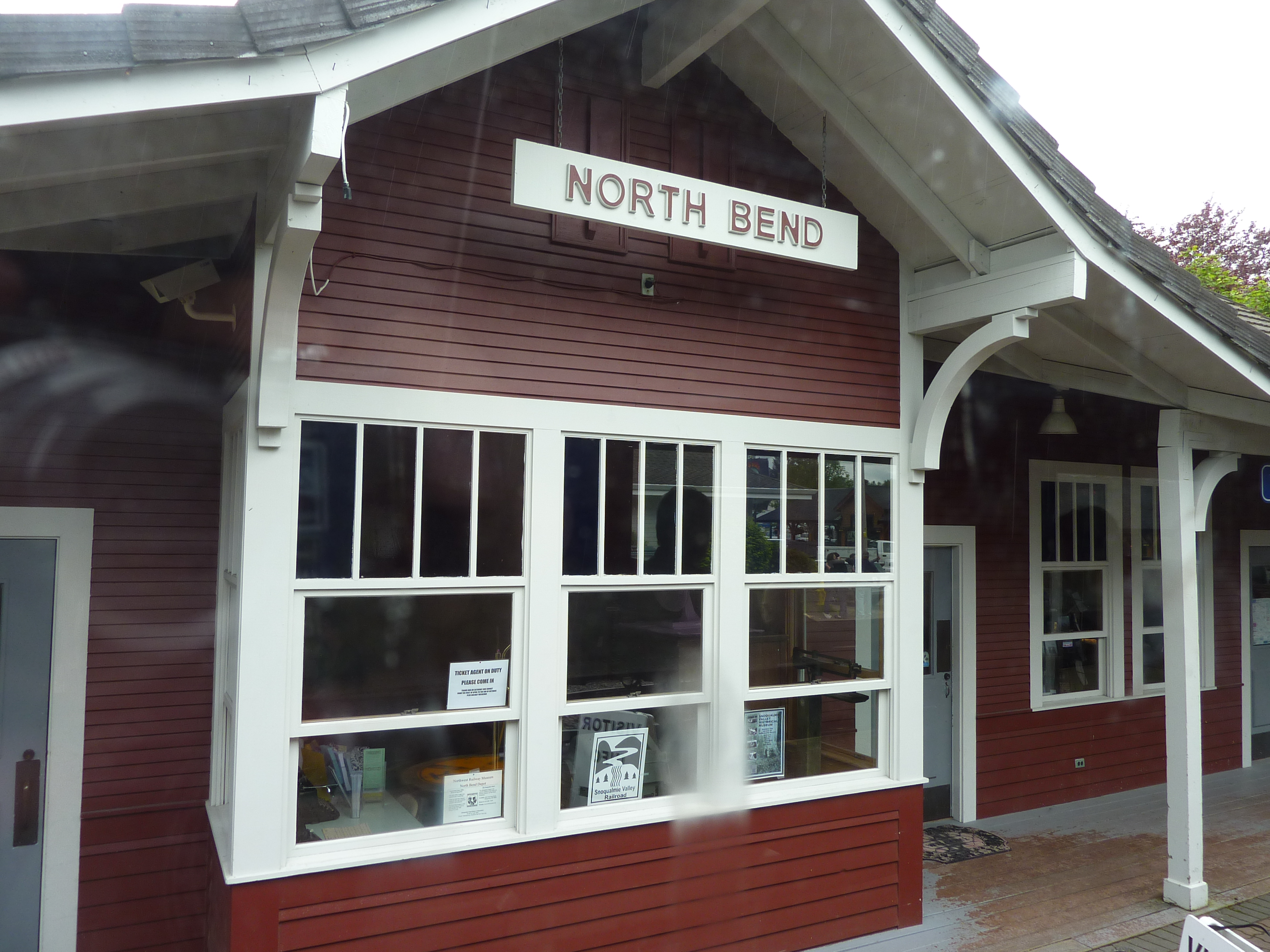
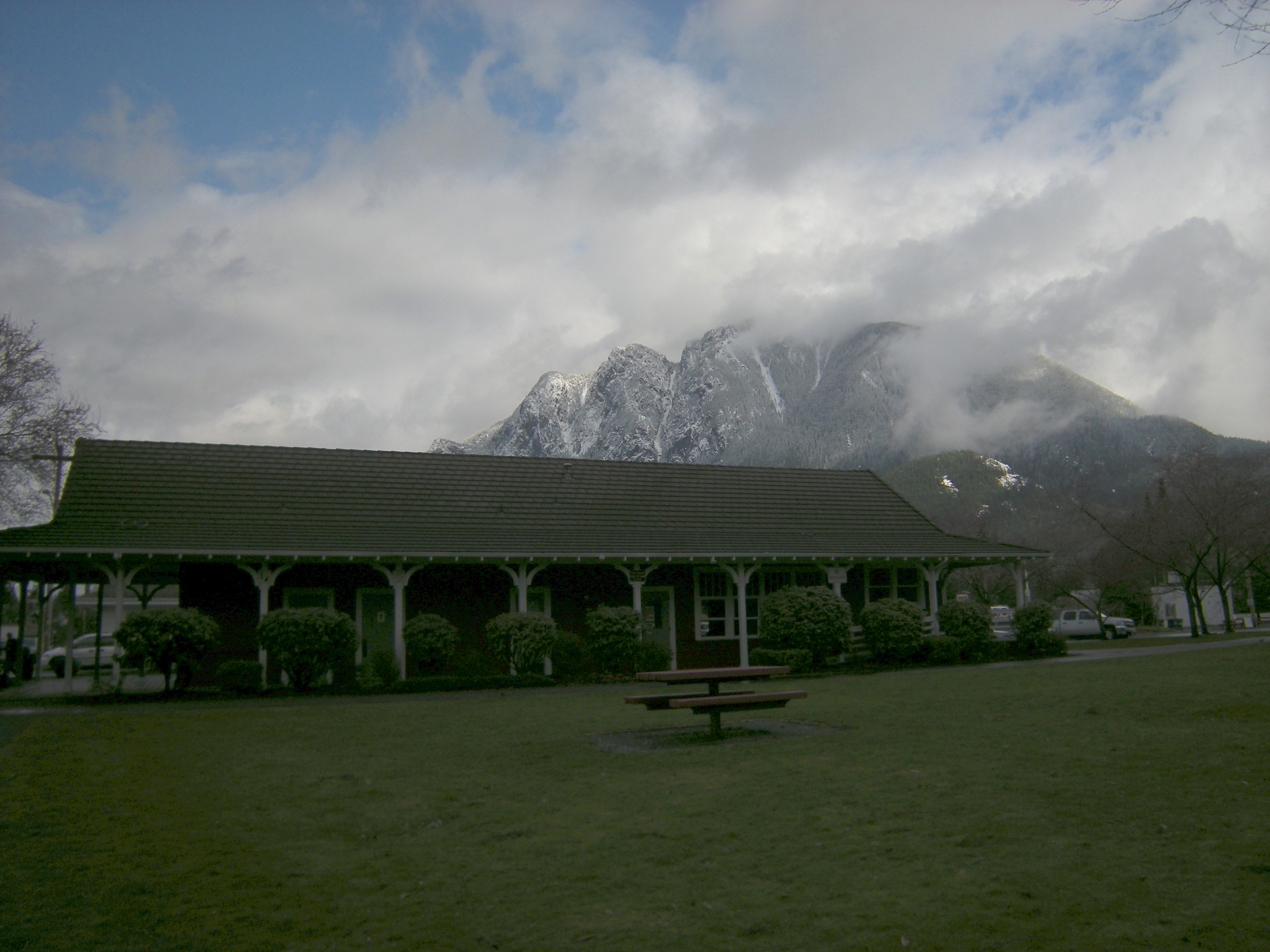
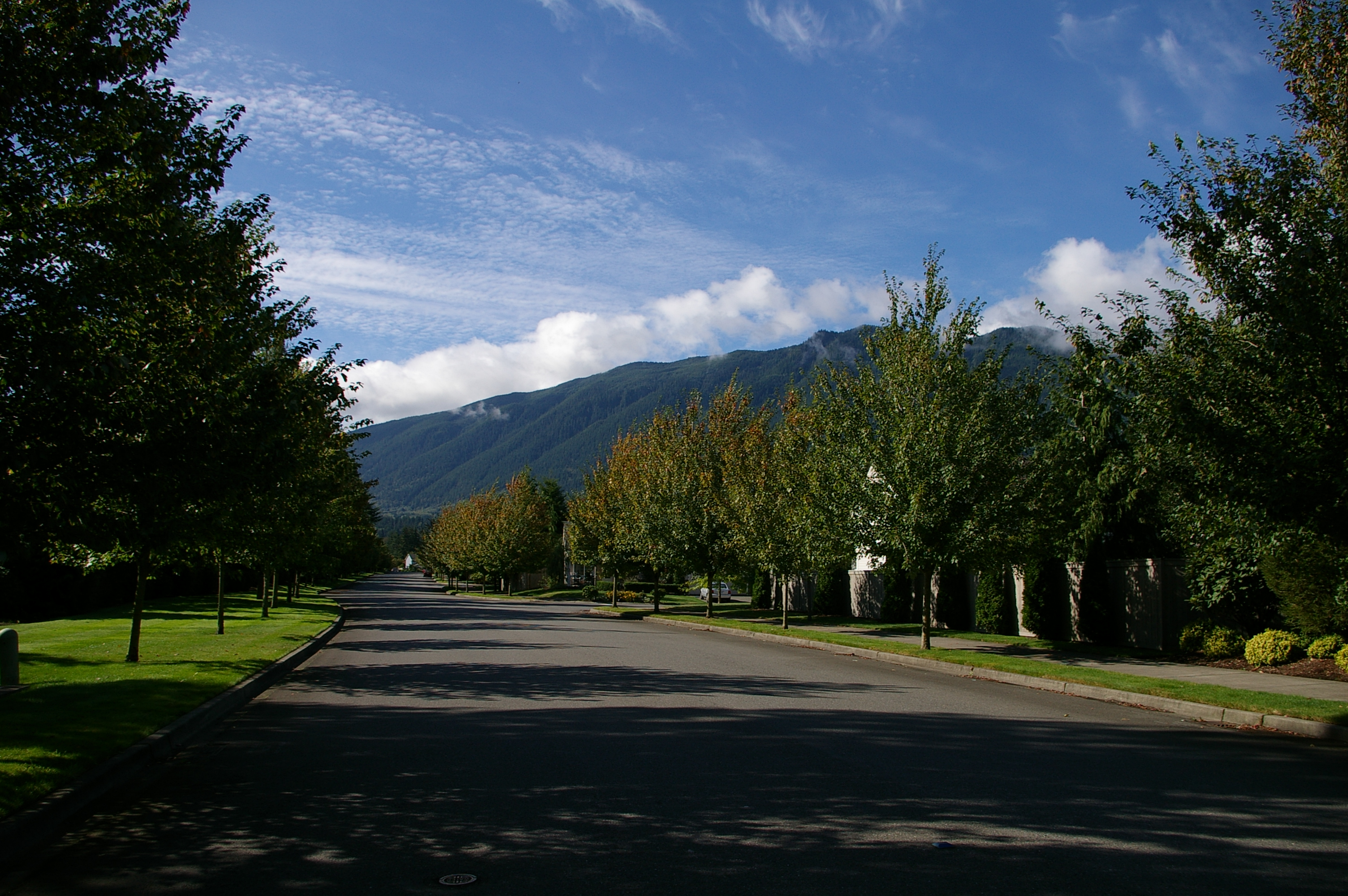
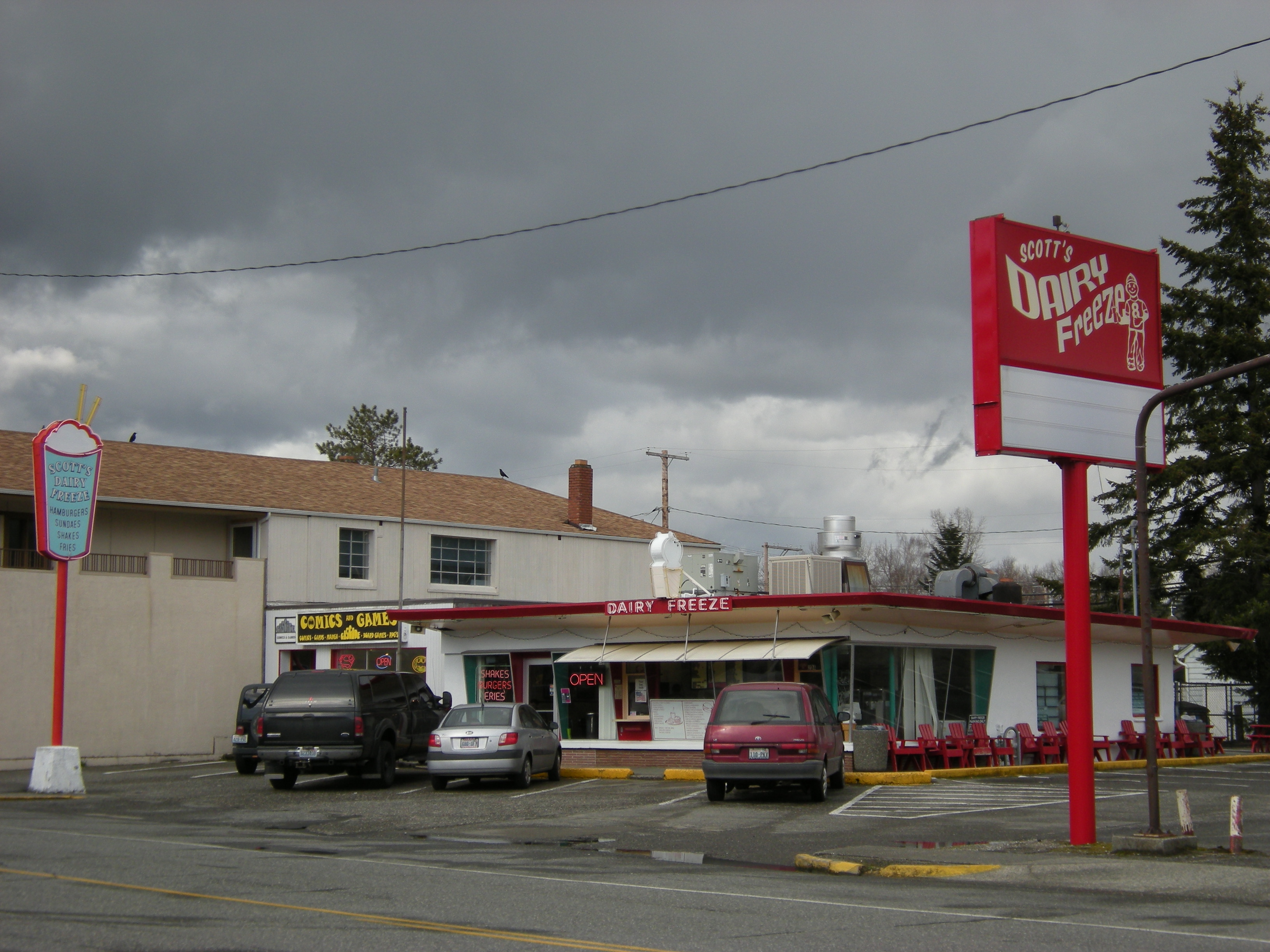
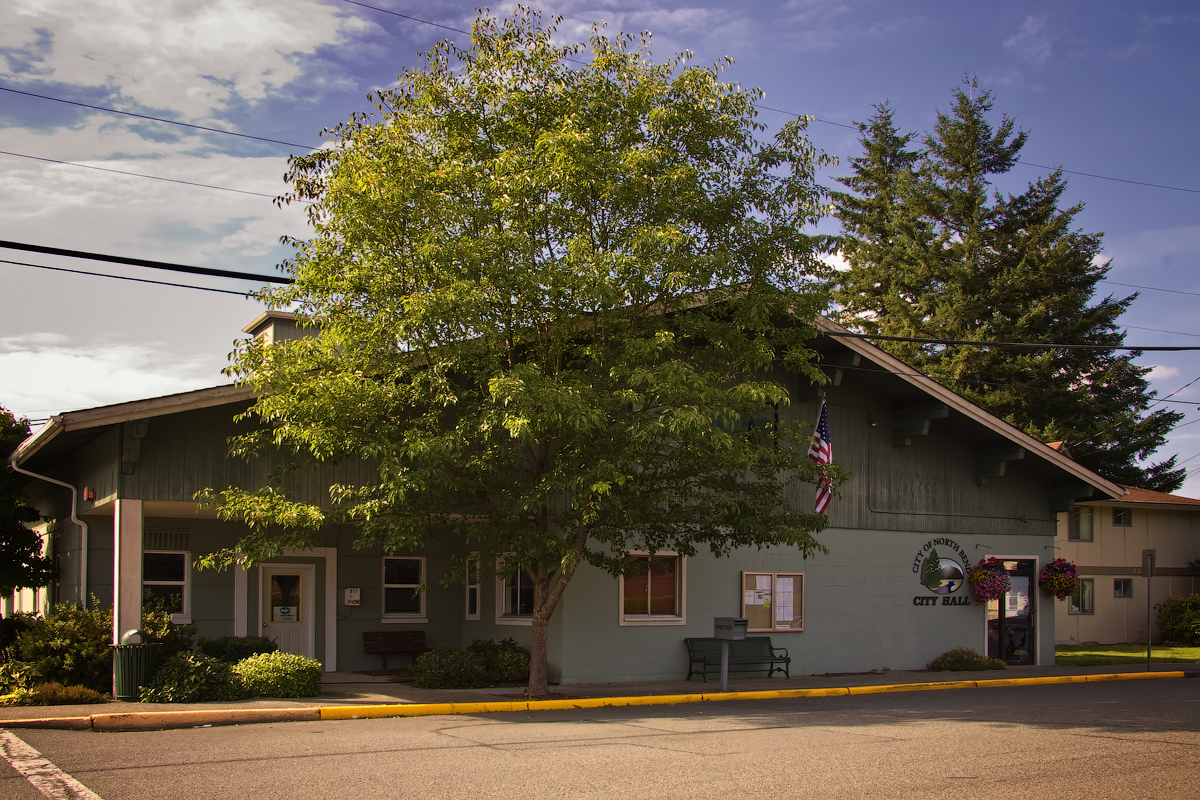
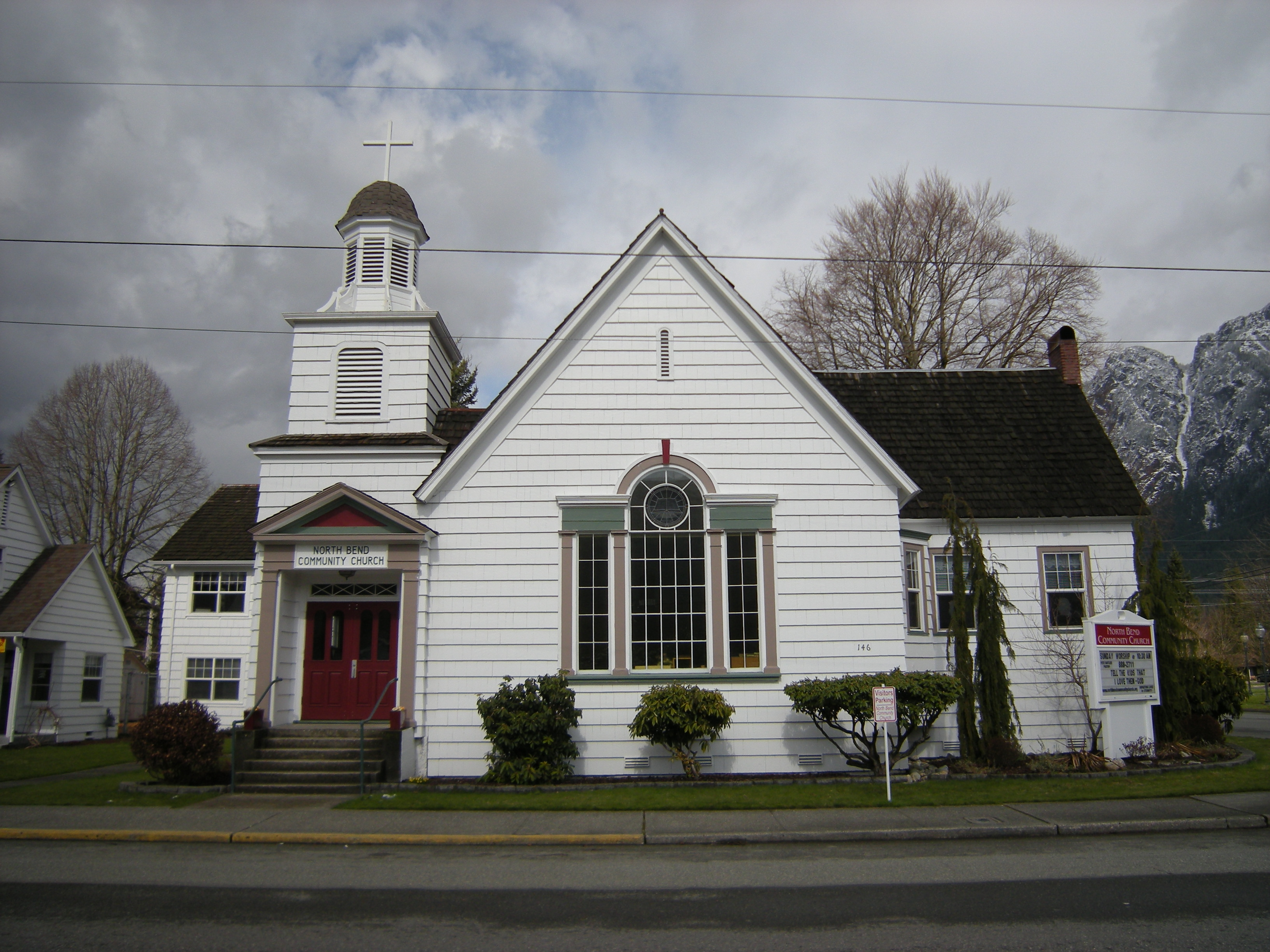
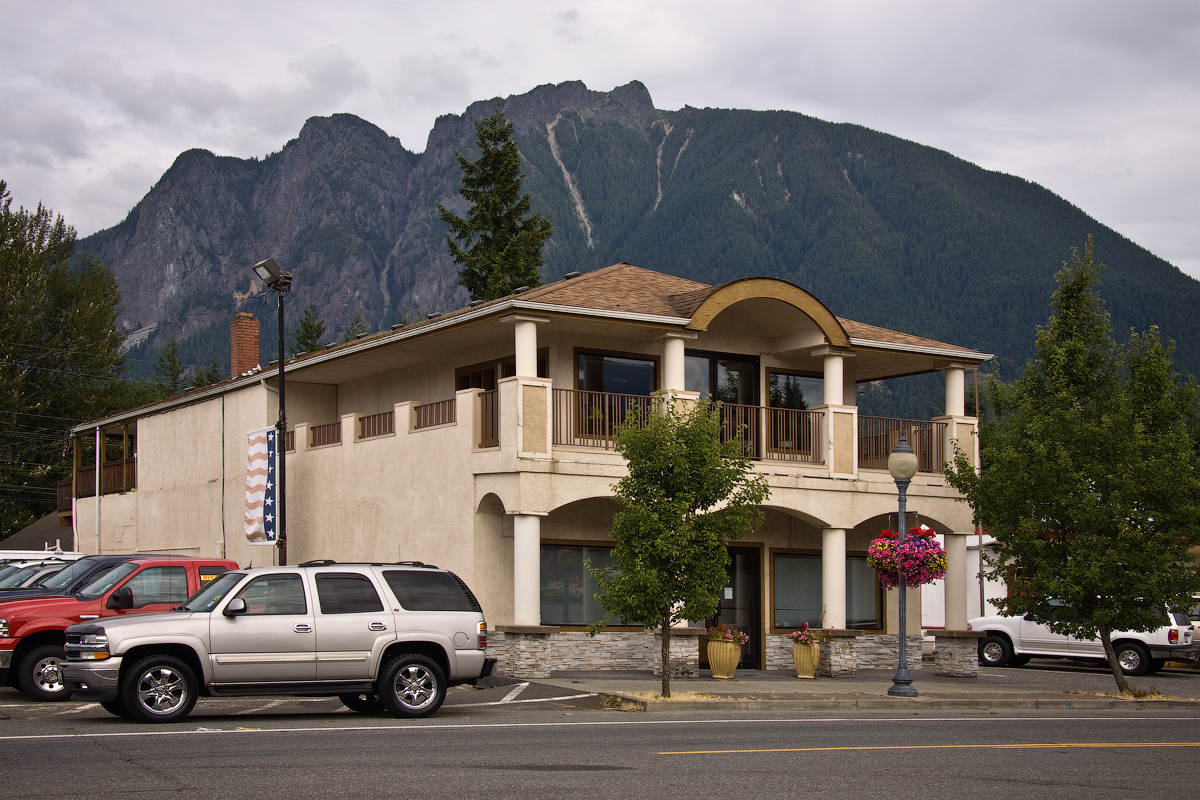
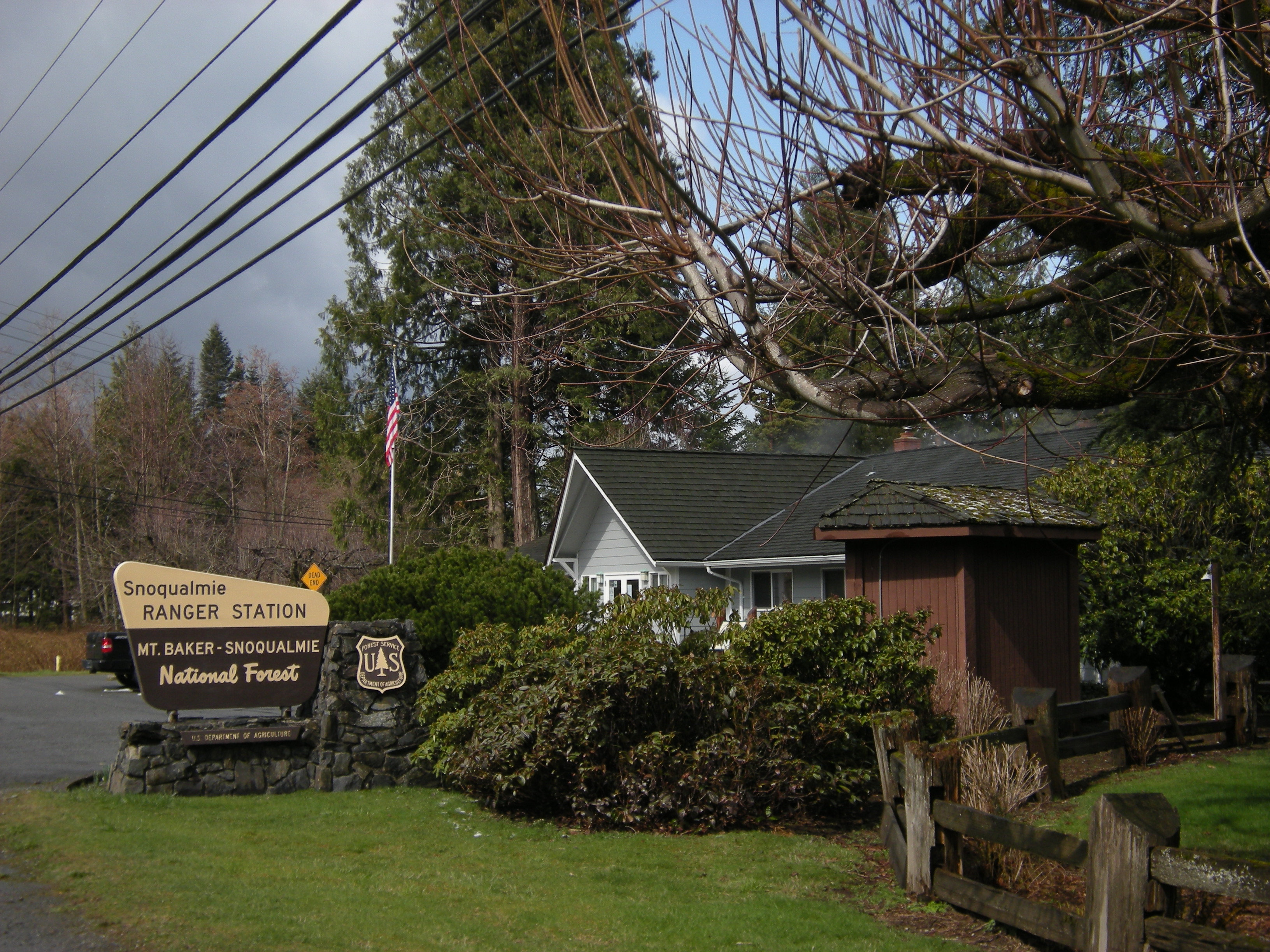
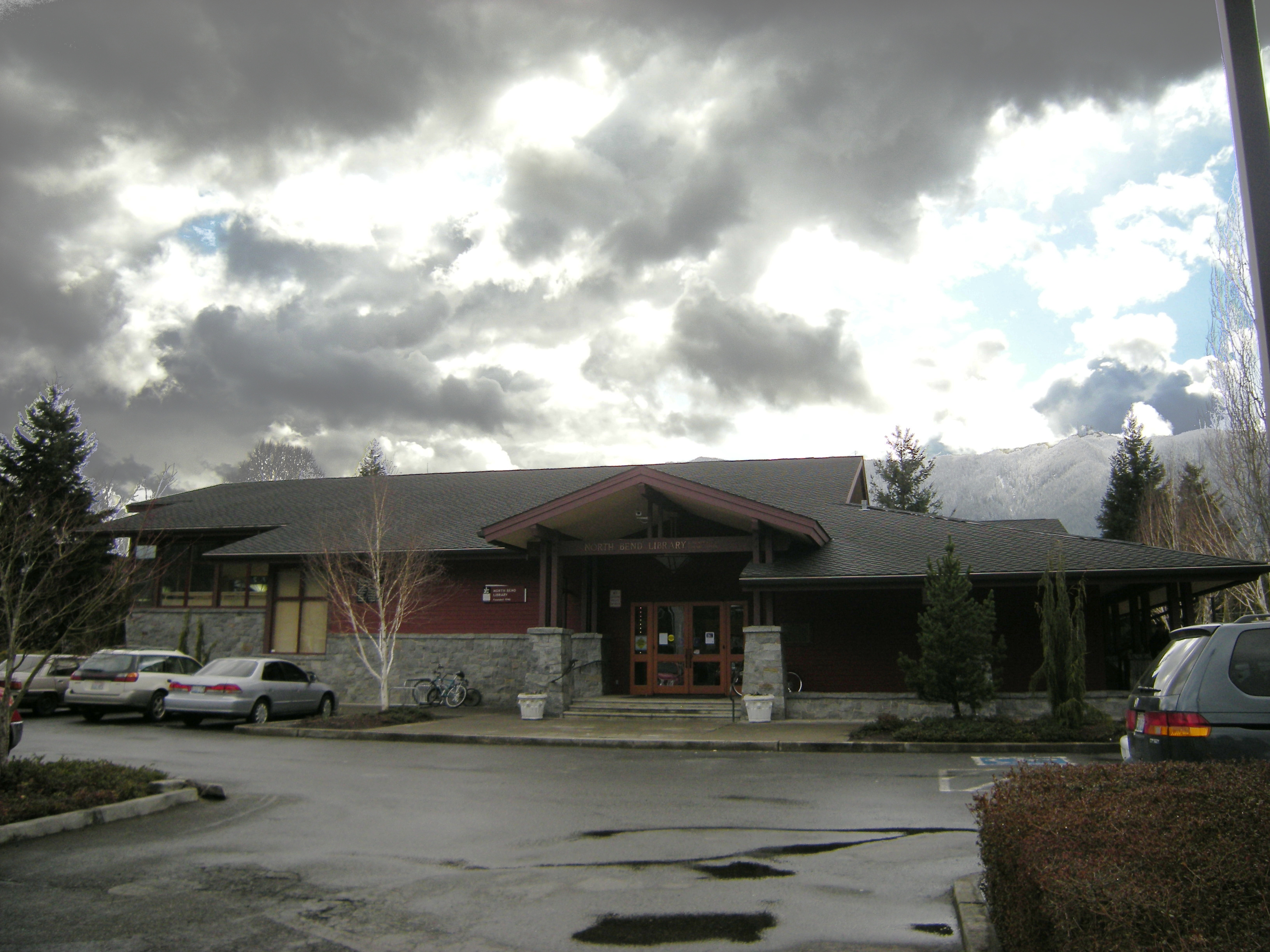
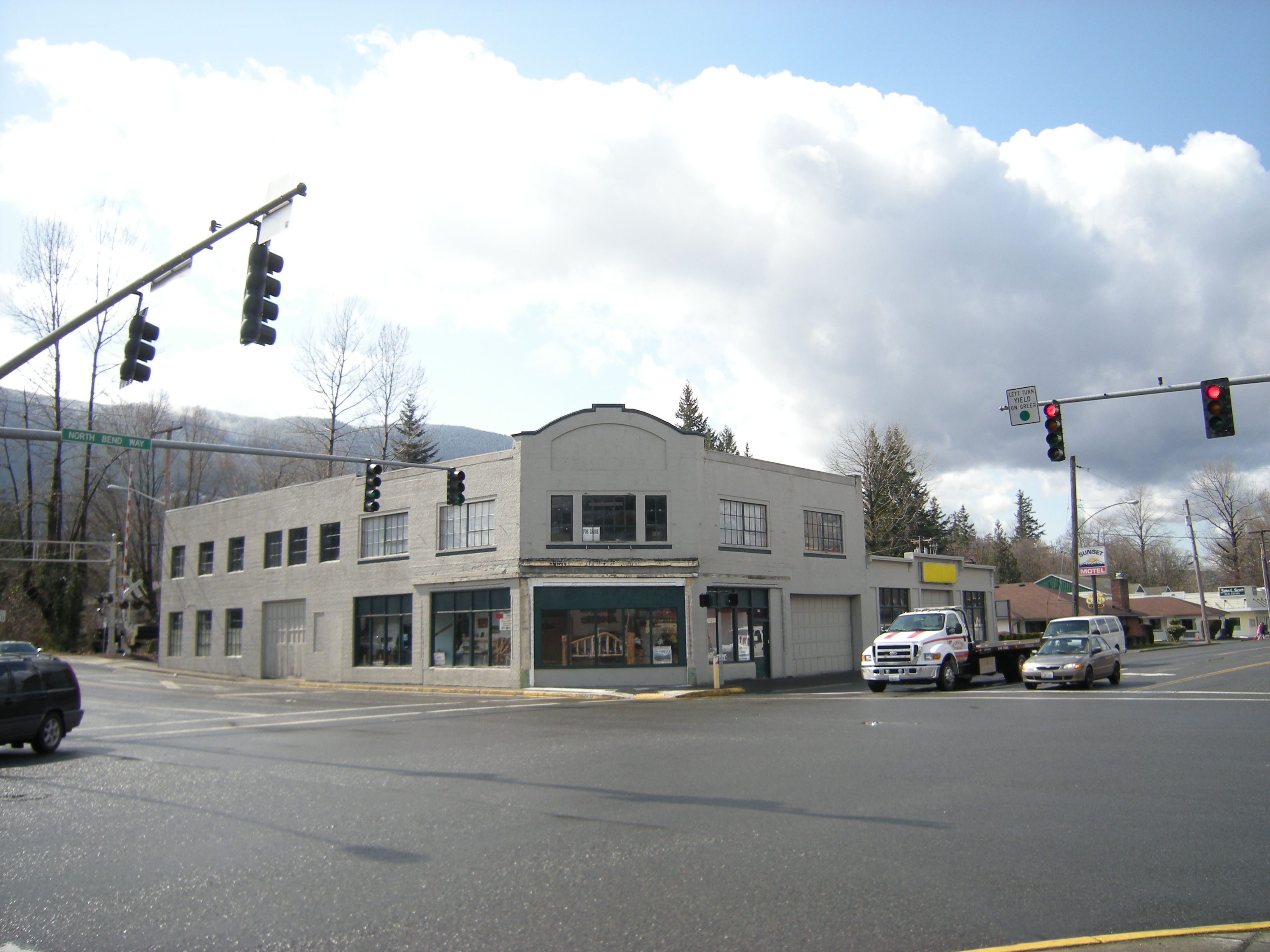
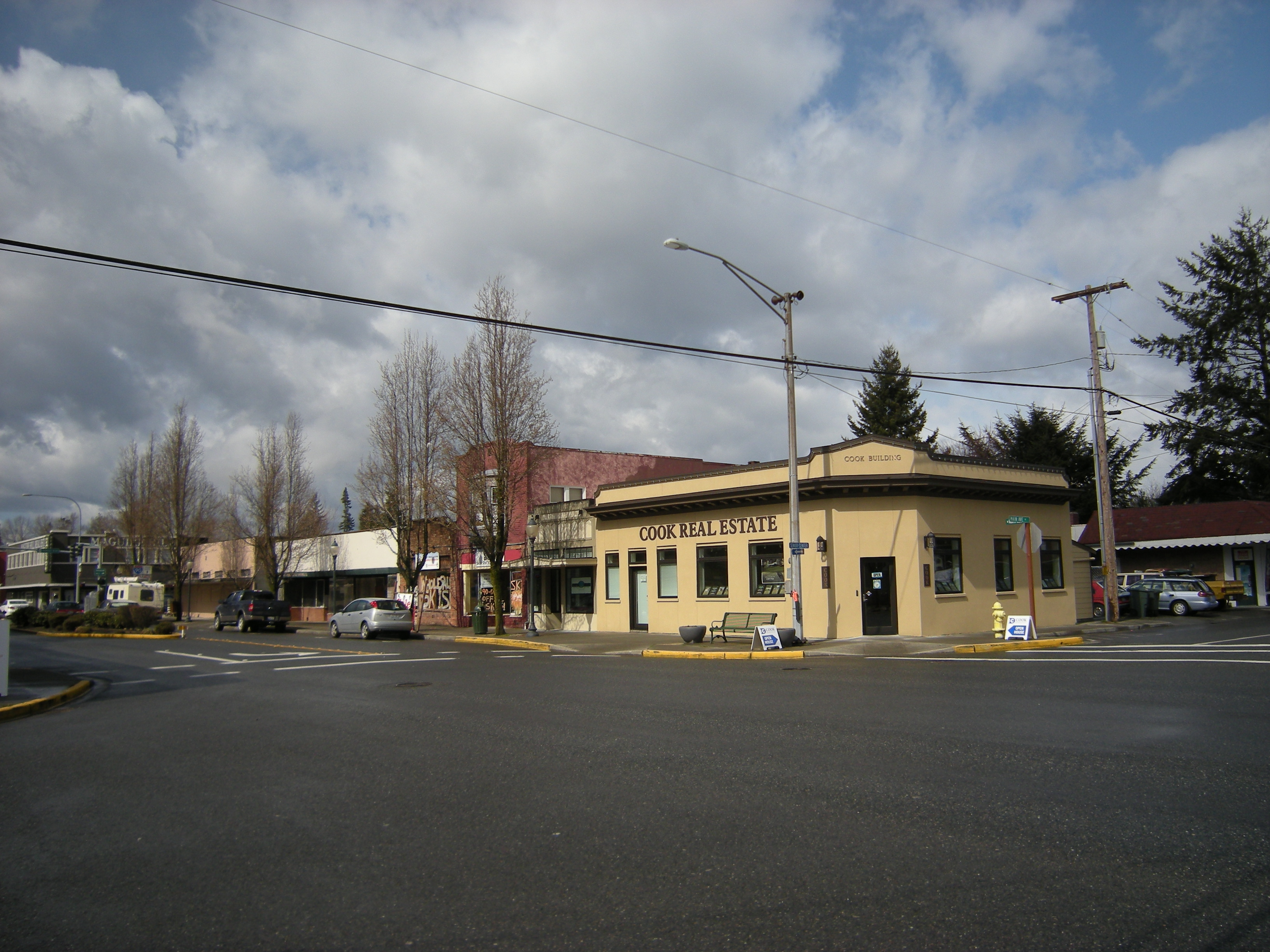